# Wasili Fjodorow
Wasilij Fjodorow (lit. Vasilijus Fiodorovas; *  12. Januar 1960  in Vilnius) ist ein litauischer Politiker.

## Leben
1975 absolvierte er die Schule Pavilnys und 1977 die 6. Mittelschule Užupis. 1978 lernte er im Autotransport-Kombinat in Vilnius. 1992 absolvierte er das Diplomstudium der Mechanik am Vilniaus inžinerinis statybos institutas. 
Von 1978 bis 1979 und von 1981 bis 1983 arbeitete er als Chauffeur, von 1990 bis 1991 als Meister im Autoservice, von 1991 bis 1993 leitender Lieferer und stellv. Technikdirektor, von 1993 bis 1995 als Direktor im Autotransportbetrieb Vilnius (ab 1995 akcinė bendrovė „Ermeda“). Von 2000 bis 2004 war er Mitglied im Seimas, ausgewählt im Wahlbezirk Naujoji Vilnia. 
Von 2000 bis 2007 war er Mitglied im Stadtrat Vilnius.
Ab 1998 war er Mitglied der Naujoji sąjunga.